# Humpolec
Humpolec är en stad i Tjeckien.   Den ligger i distriktet Okres Pelhřimov och regionen Vysočina, i den centrala delen av landet, 90 km sydost om huvudstaden Prag. Humpolec ligger 530 meter över havet och antalet invånare är 10 914.
Terrängen runt Humpolec är huvudsakligen platt, men åt nordväst är den kuperad. Runt Humpolec är det ganska glesbefolkat, med 25 invånare per kvadratkilometer. Närmaste större samhälle är Havlíčkův Brod, 17,6 km öster om Humpolec. Omgivningarna runt Humpolec är en mosaik av jordbruksmark och naturlig växtlighet.